# Kim Hyeon-woo
Kim Hyeon-woo est un lutteur sud-coréen né le 6 novembre 1988 à Wonju.

## Carrière

### Jeux olympiques
- Jeux olympiques
  -  Médaille d'or en lutte gréco-romaine dans la catégorie des moins de −66 kg en 2012

### Championnats du monde
- -  Médaille d'or en lutte gréco-romaine dans la catégorie des moins de −74 kg en 2013
  -  Médaille de bronze en lutte gréco-romaine dans la catégorie des moins de −66 kg en 2011